# Мур-Ривер (национальный парк)
Национальный парк Мур-Ривер (англ. Moore River National Park) — национальный парк в округе Уитбелт штата Западная Австралия, расположенный в 95 км к северу от столицы штата Перта. Площадь парка составляет 172,54 км². 

## Описание
Парк был основан в 1969 году. Через парк протекает река Мур, впадающая далее в Индийский океан у города Гильдертон.
Парк расположен к западу от шоссе Бранд-хайвэй возле Реганс-Форд и состоит в основном из пустоши с бансией. В парке нет инфраструктуры для туристов.